# Aigion

Aigion, más neveken Aeghion, Aegio, Egio (görögül: Αίγιο [ˈeʝio], latinul: Aegium) város és egykori település Ahaia tartományban, Nyugat-Görögországban, a Peloponnészoszon. A 2011-es önkormányzati reform óta Aigialeia község része, amelynek székhelye és önkormányzati egysége.
Aigion Pátra után Ahaia második legnagyobb városa. Az önkormányzati egység területe 151,101 km². Lakosainak száma körülbelül 26 000, míg a településnek körülbelül 49 000 lakosa van. Aigion egy kikötőváros a Korinthoszi-öbölben, nevét Aegium ősi városáról kapta.

## Földrajza
A település délnyugati része a Panacsaiko hegy lábánál található. A Szelinountasz folyó a Korinthoszi-öbölbe ömlik Valimitikánál öt kilométerre keletre Aigion városközpontjától.

## Története

### Kezdetek
A város alapítása előtt neolitikus település volt a területen. Aigion városát a homéroszi időkben alapították, és i. e. 800 óta az első Akháj Liga része lett. A városnak több olümpiai győztese is volt, köztük Xenophon, Ladasz (stadionfutás), Athenodorus (Αθηνόδωρος, stadionfutás), Sztratón (Στράτων, pankráció és birkózás).
A földrengés által elpusztított és cunami által i. e. 373-ban eltemetett Helike város katasztrófája után Aigion elfoglalta a szomszédos város területét. Helike romjait 2000-ben fedezték fel a Korinthoszi-öböl partjainál. Néha Platón Atlantisz-mítoszához kötik őket. A régészek folyamatosan tárják fel a helyszínt.
I. e. 330-tól Aigion ötven évig a Macedón Királyság uralma alatt állt. I. e. 275 körül az emberek kiűzték a macedón helyőrséget, és a város csatlakozott az új Akháj Ligához. Zeusz Homariosz híres templomával Aigion az akhájok gyülekezőhelye lett. Fővárosuk maradt egészen a római hódításig, i. e. 146-ig. Ahaia annektálása után a rómaiak eltávolították a városfalat, és Aegium elvesztette jelentőségét.

### Bizánci korszak
A Római Birodalom i. sz. 395-ös feloszlása után Aegium a Kelet-római Birodalom, majd később a Bizánci Birodalom része lett. 805-ben szláv törzsek foglalták el a szláv inváziók során. Valószínűleg a 9. és 13. század között nevezték át Vosztitszára (Βοστίτσα). Morea krónikájában (14. század) említik először ezen az új néven. A következő évszázadok során a név különböző írásmódokban található meg dokumentumokban, például Bostizza, Ligustizza, Bostitza, Bostiza, Vostizza.
Egyes tudósok úgy értelmezik, hogy a név szláv eredetű. Max Vasmer német nyelvész és szláv két lehetséges értelmezést ad, az egyiket a Voščica szóból (Voštane, szláv Vošče) és egy az ovoštь szóból, ami „gyümölcs” vagy „kert” jelentésű. Dionüszosz Zaküthinosz, bizánci görög tudós hasonló értelmezést ad, és a nevet úgy magyarázza, hogy jelentése „gyümölcstermő hely”.
Krisztosz Korüllosz részletes Görögország leírásában más értelmezést adott. Azt írja, hogy a pestisjárvány után számos avar vagy szláv pásztor vándorolt erre a területre. Egyik vezetőjüket Voszticásznak hívták, akiről később a város a nevét kapta.
Joseph Baron Ow 19. századi német író 1846-ban írt Die Abstammung der Griechen und die Irrthümer und Täuschungen des Dr. Ph. Fallmerayer című könyvében egészen más értelmezést ad. Azt írja, hogy a Bostiza név a Bosta szó kicsinyítő alakja (tipikusan a görög nyelvben), amely a francia Bastion (középfrancia Bastillon) szóból származik. A Βosta szóból származik a görög és török nyelvben elterjedt Bostan/Bostani szó, amely kertet jelent (más nyelvészek szerint a Bosta perzsa eredetű).

### Frank és oszmán korszak
A várost a 13. század elején elfoglalták a keresztesek, és az Akháj Fejedelemség báróságának székhelye lett. A 15. század elején a Moreai Despotátus meghódította.

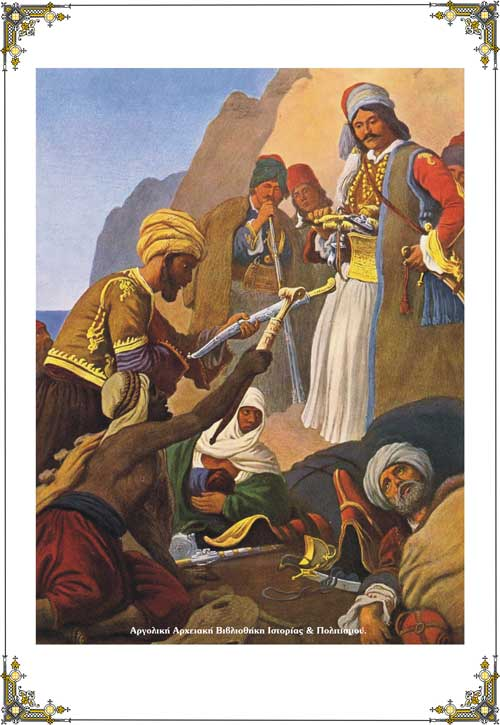
Andréasz Londosz 3000 ellenséget semmisít meg Vostizza közelében, Peter von Hess festménye

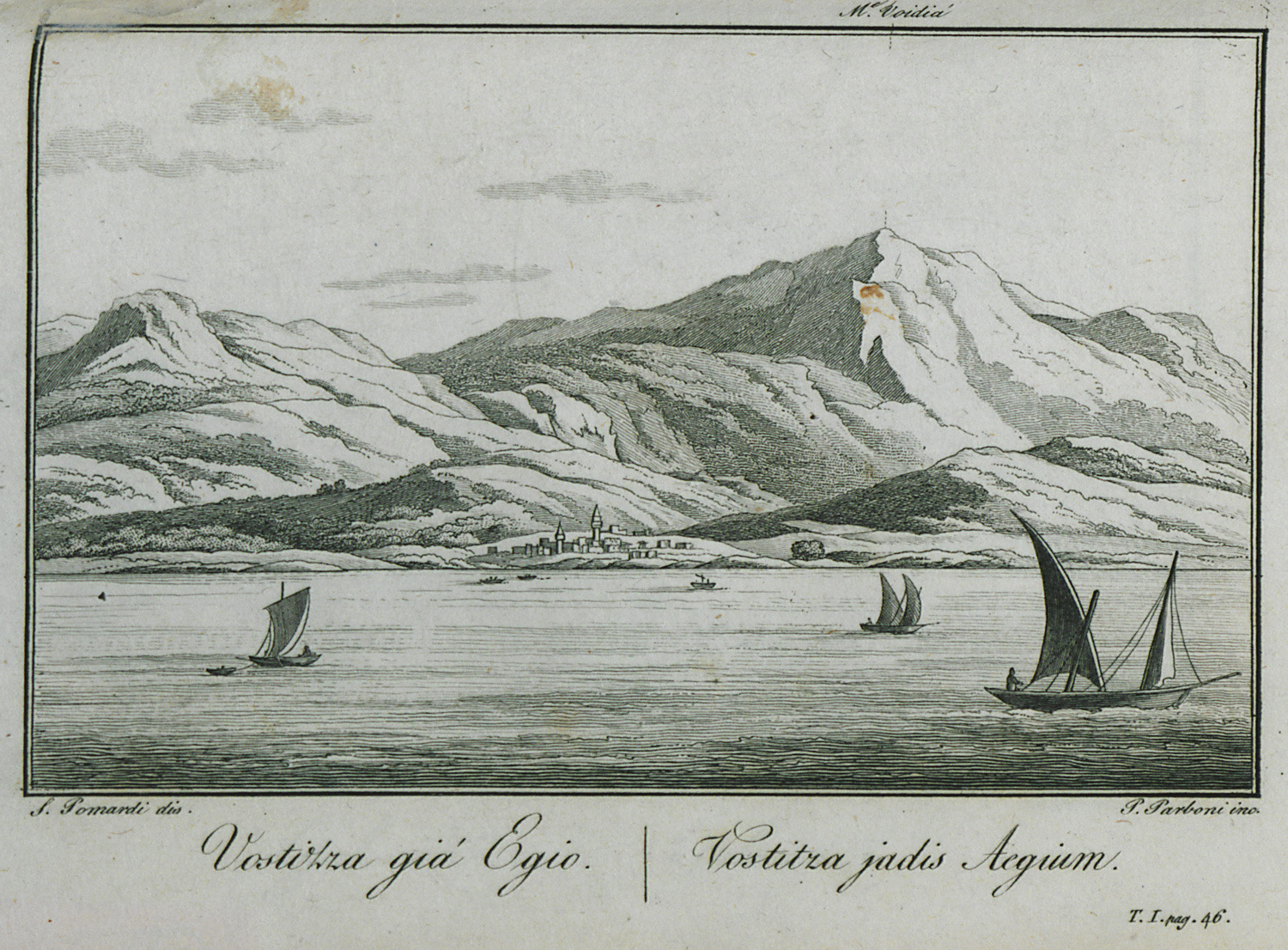
Vostizza, korábban Egion, Pomardi Simone 1820-as illusztrációja

1459-ben az Oszmán Birodalom hódította meg, amely egészen a görög függetlenségi háború kitöréséig uralta, kivéve a velenceiek 1463-tól 1470-ig, valamint 1685-től 1715-ig tartó rövid megszakításait. A várost 1821. március 26-án elfoglalták a görög lázadók, így az egyik első város volt, amelyet felszabadítottak az oszmán uralom alól.
1822 júliusában a város melletti Akratánál egy görög harcos Londosz, Zaimisz és Petimezasz vezetése alatt körülvette és megtámadta a Pátra felé menetelő 4000 fős török sereget, miután a dervenakiai csatában vereséget szenvedtek. Csak néhány töröknek volt szerencséje megszökni, amikor Juszuf pasa hajókat küldött, hogy elvigyék őket Pátrába.
A görög függetlenség visszatérte után a várost hivatalosan is átnevezték régi nevére.

### Modern kor
1995. június 15-én egy súlyos földrengés a belvárosban és a délnyugati részeken számos épületet és úttestet tönkretett, számos áldozattal. A földrengés szétzúzta Aigiont: városszerte kis emlékművek találhatók, amelyek éjjel-nappal égő gyertyákkal emlékeznek az áldozatokra.
A 2007-es görög erdőtüzek súlyosan megrongálták az Aigion melletti hegyvidéket, mivel az aszály fokozott veszélyt jelent. Az éghajlatváltozás megnövelte a szélsőséges hőmérsékletek szamát, és az azóta eltelt években más tüzek is kitörtek.

## Nevezetességek és látnivalók

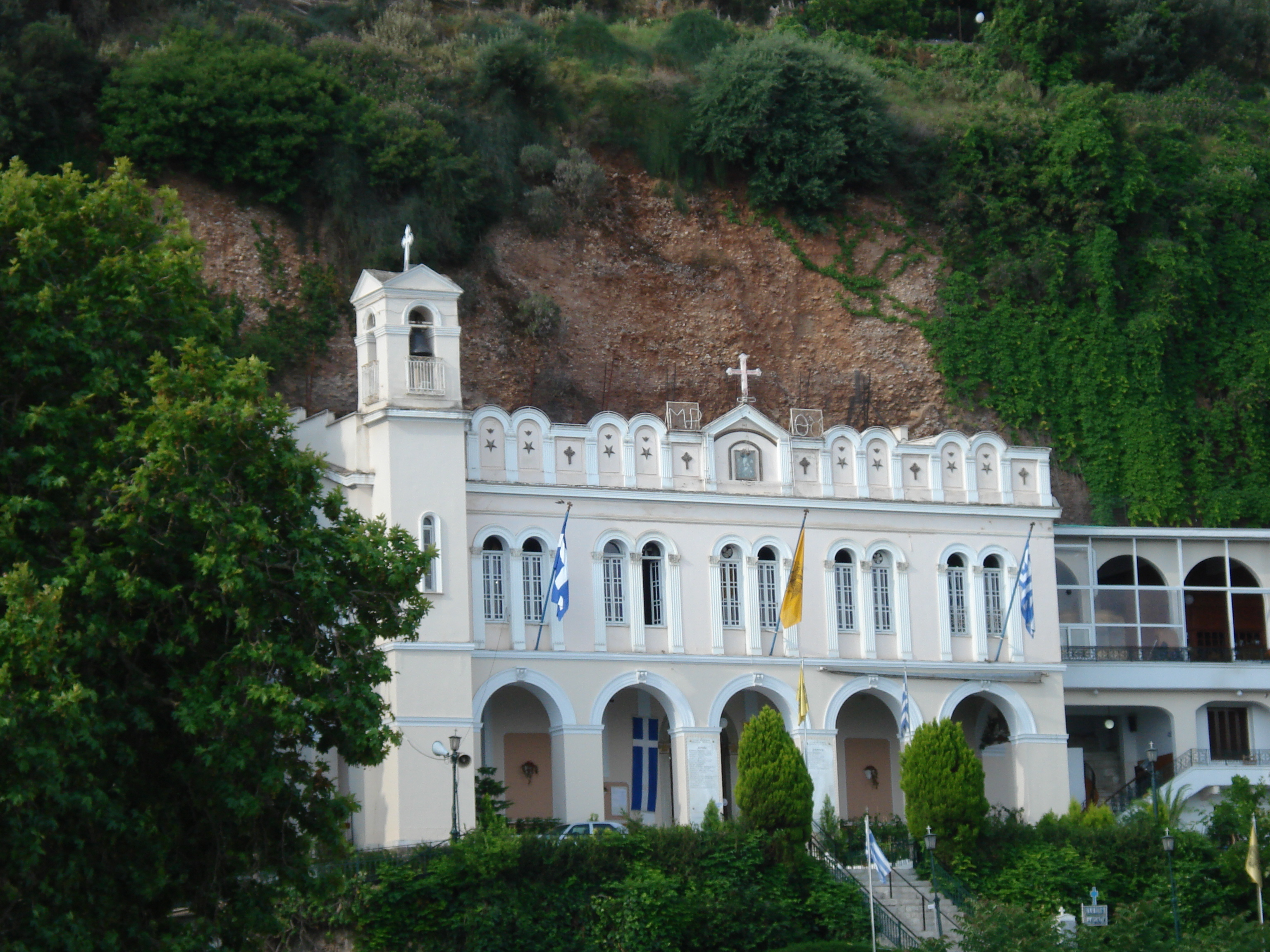
Panagia Trypiti szentélye

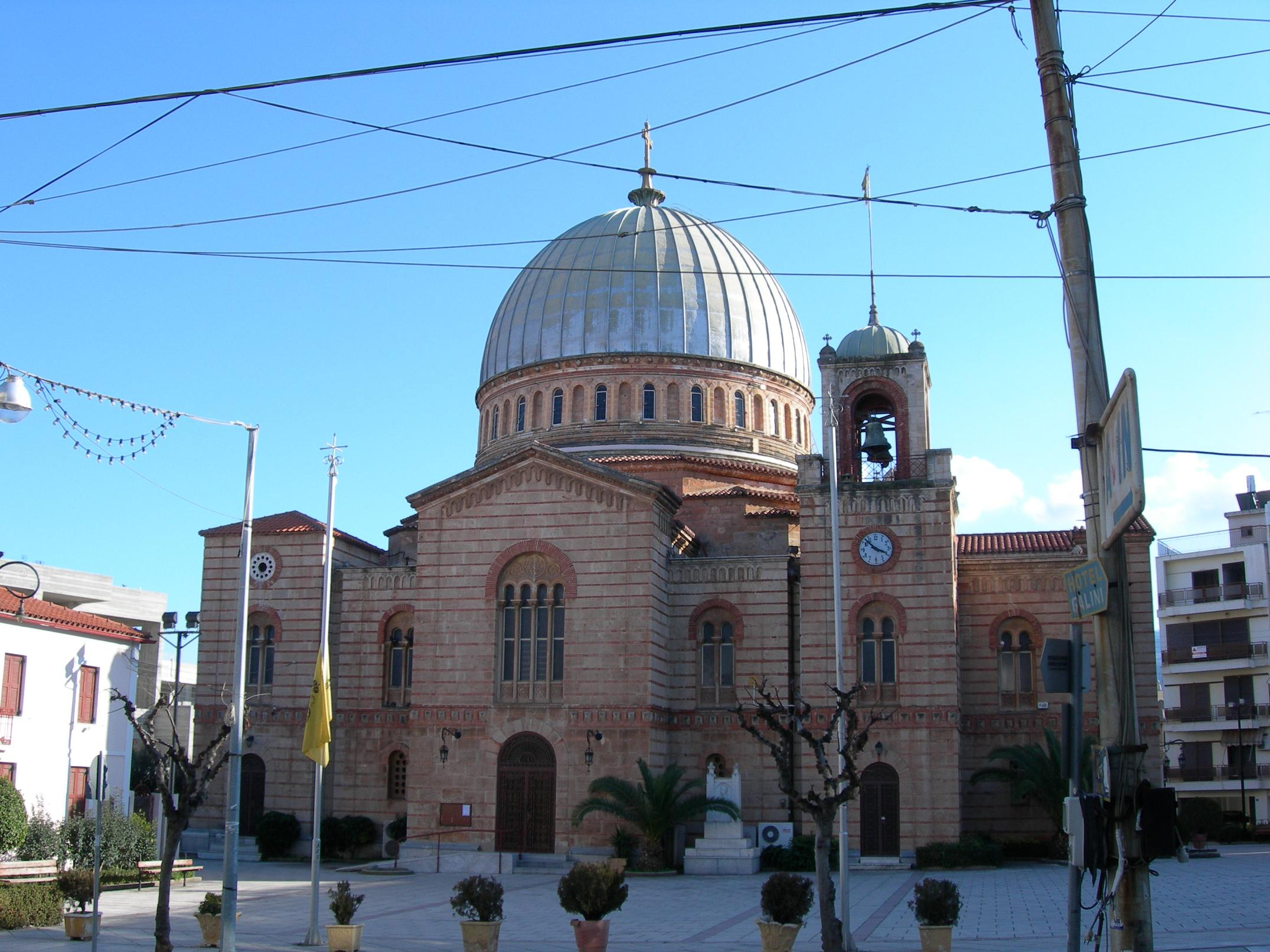
Az Ernst Ziller tervei alapján épült Faneromeni-templom

- A Panagia Trypiti templom figyelemre méltó látványosság, egy nemzeti szentély, amelyet a Theotokosznak, az Istenhordozónak vagy Isten Anyjának, az Életet adó tavasznak szenteltek. Közel 30 méter magas meredek sziklára épült, közel a tengerhez, gyönyörű tájon, tele ciprusokkal és fenyőkkel.
- A Panagia Faneromeni (1914-ben felavatott) templom, amely Aigion székesegyháza, Ernst Ziller szász-görög építész munkája. A belső teret Constantine Fanelis festményei díszítik
- Aigion Régészeti Múzeuma Aigion egykori önkormányzati piacán található. Ernst Ziller építész tervezte, és 1890-ben épült.
- Ypsila Alonia tér, a város központi tere. Itt található a neogótikus Ypsila Alonia torony, amely ma egy kávézónak ad helyet.
- A tengerparti sétány
- A Plateia Agiasz Lavrasz egy tér a város központjában, ahol neoklasszikus házak és üzletek sorakoznak.

## Közlekedés

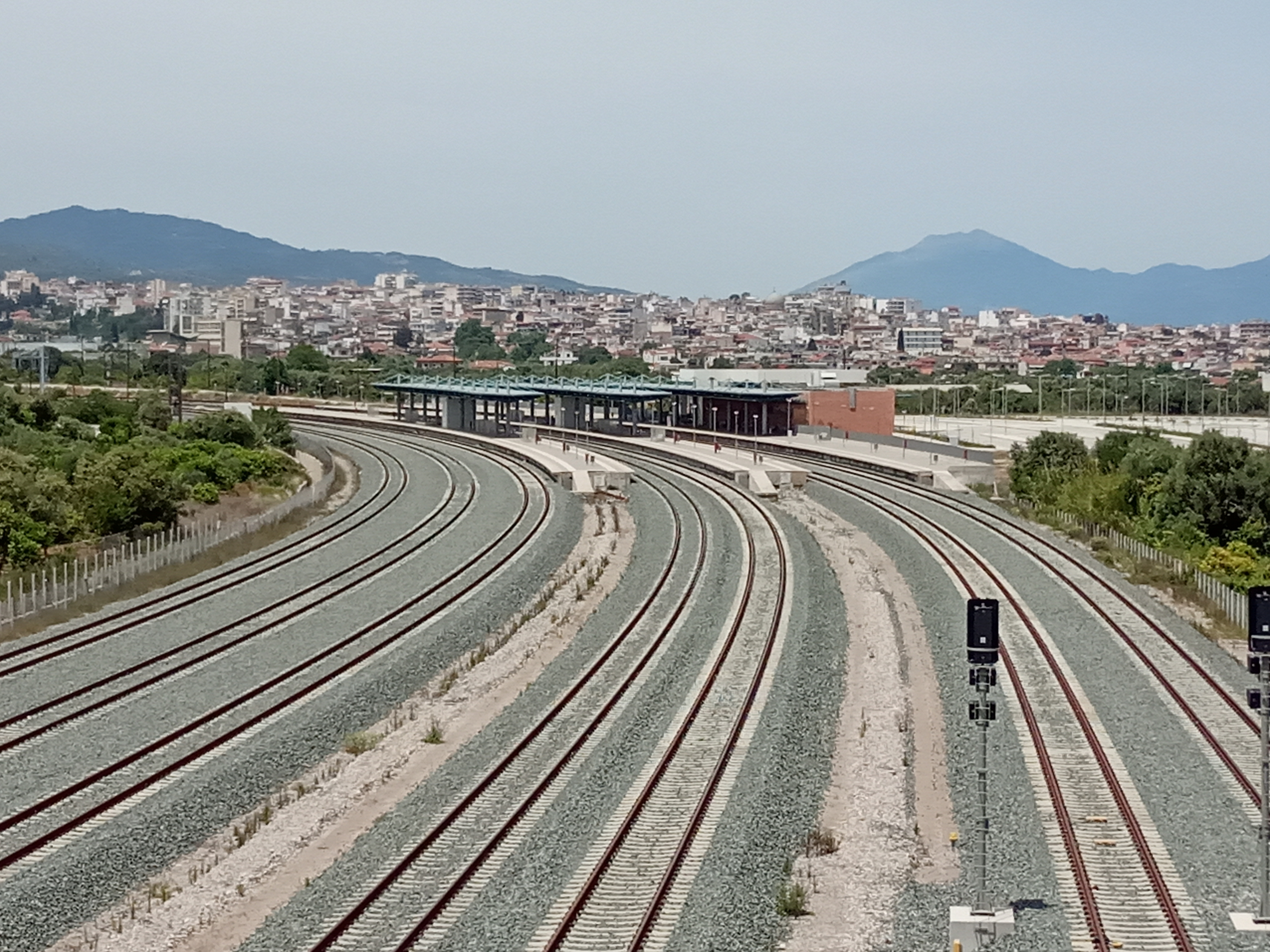
Aigion új pályaudvarának látképe a vasúti vágányokkal

2011 májusáig egy komp szolgálta Aigion kikötőjét, összekötve azt az északkeleti szárazföldi Agiosz Nikolaosz várossal (nem tévesztendő össze az azonos nevű krétai várossal). A kompjárat korlátozott volt, napi három járattal. Az út 45 perces volt. 2011 májusában a kompot üzemeltető hajózási társaság bejelentette, hogy pénzügyi okok miatt felfüggeszti a járatot. 2019-ben bejelentettnél az elektromos komp tervét.
A kikötőben vasúti sínek is vannak, de a Görög Vasutak Szervezete (OSE) 2011 januárjában bejelentette a szolgáltatás felfüggesztését Aigionban és a Peloponnészosz-szigeteken.
2020-tól új, kettős nyomtávú vasútvonal köti össze Aigiont Kiatóval és Athénnel. Az új Aigion vasútállomás a város keleti szélén épült. 2020. június 22-én nyílt meg, majd néhány nappal később Görögország közlekedési minisztere is felavatta.
A várost kiszolgáló utak a 8-as autópálya (Görögország) (Athén-Korinthus-Pátra) és a 31-es görög nemzeti út (Aigion – Kalavryta).

## Infrastruktúra és gazdaság

Aigion kikötője, kilátás az új mólóra

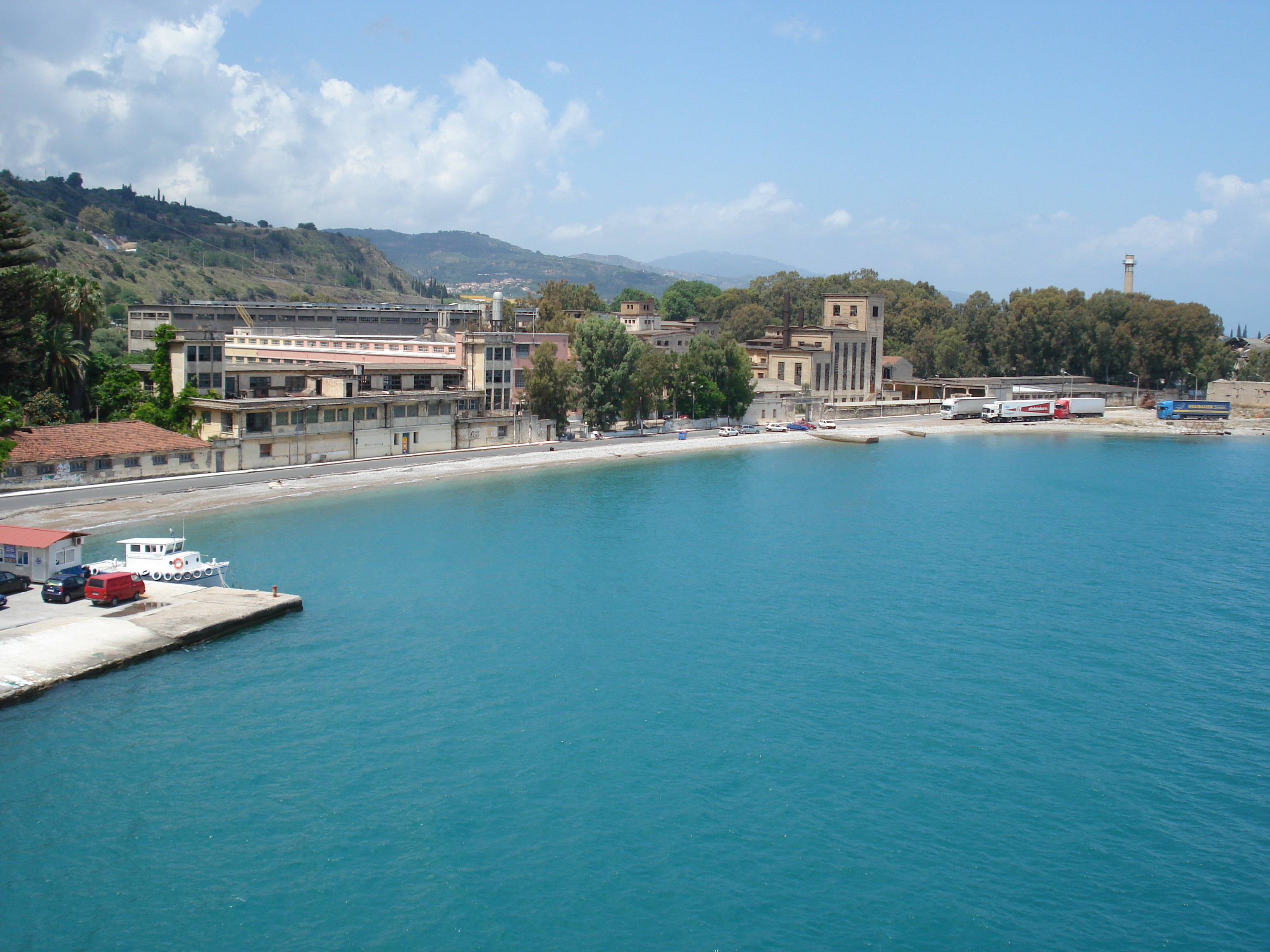
Aigion kikötője, régi móló

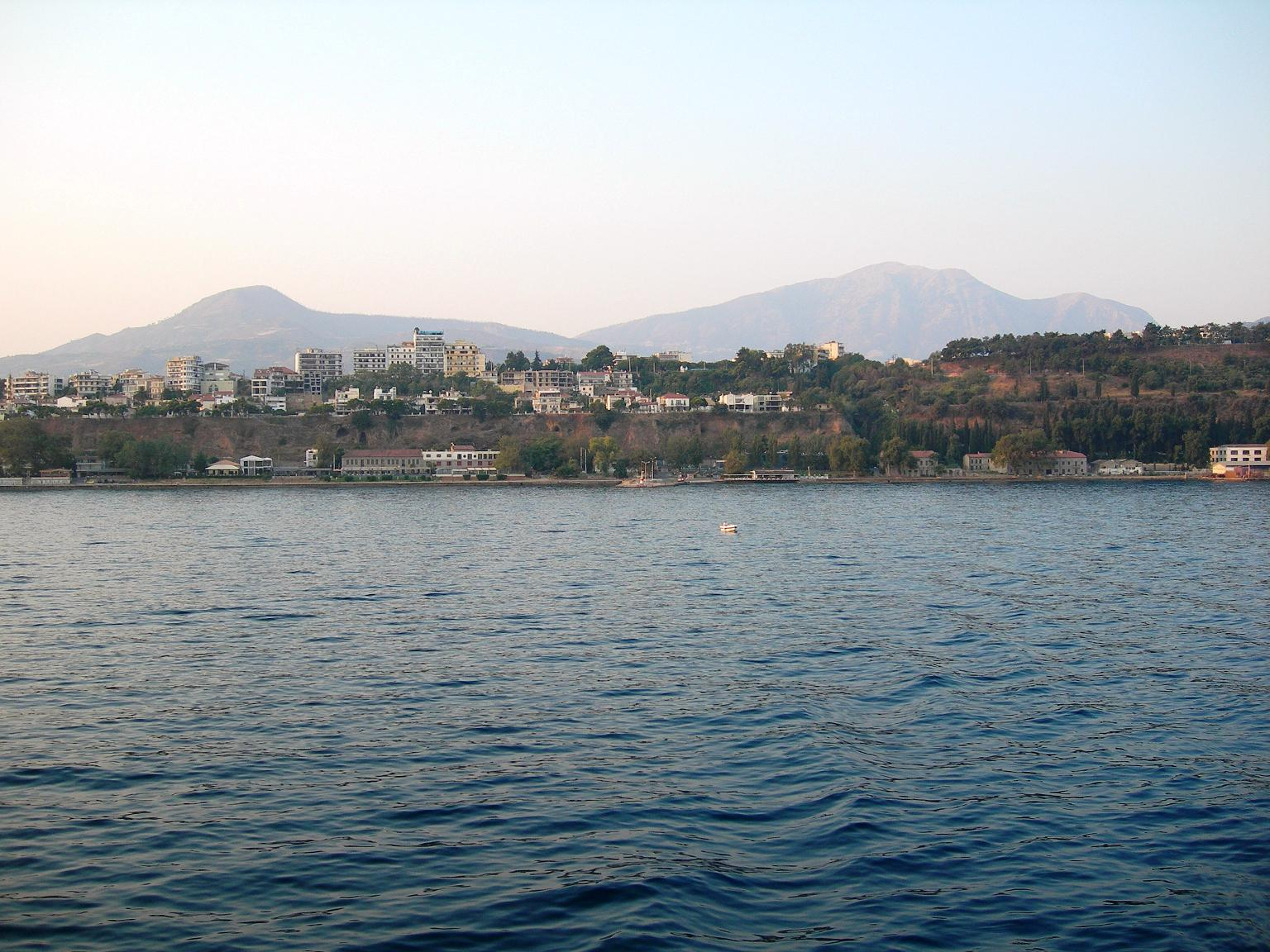
Kilátás a tenger felől

Aigion, Patrasz és Pireusz mellett a 19. század óta a korinthoszi mazsola egyik fő exportközpontja. Krisztosz Korüllosz Geography of Greece – Achaia (1903) című könyvében említik, hogy Aigion területén 7,5-10 ezer tonna mazsolát és 600 tonna olívaolajat termeltek évente. Ma a kikötőt a Chiquita Brands International gyümölcsimportálási központjaként használják, elsősorban banánimportra.
2013. augusztus 7-én avattak fel egy új, 256 m hosszú mólót a meglévő kikötőtől északnyugatra. A teljes projekt 8,6 millió euróba került, és célja, hogy javítsa a város kereskedelmi és turisztikai lehetőségeit.
Az Aigion a Pátrai Technológiai Oktatási Intézet két részlegének ad otthont, a fizioterápiás osztálynak meg az optikai és optometriai osztálynak. Az Aigioni Általános Kórház a várostól néhány kilométerre található, és 100 ágyas kapacitással rendelkezik. Görögországban e kórház végzi a legtöbb laparoszkópos műtétet, évente több mint 50 000 emberen.

## Sport
Aigionnak van egy önkormányzati futballstadionja, amelynek befogadóképessége ~7000 fő (4500 ülőhely). 1951-ben épült, legutóbb 1999-ben újították fel. Aigion hosszú éveken át nem rendelkezett olyan alapvető vízi sportokkal, mint az úszás vagy a vízilabda. 2018 januárjában elkészült egy új szabadtéri úszómedence.

## Alosztályok
Az Aigion önkormányzati egység a következő közösségekre oszlik (zárójelben az őket alkotó falvakkal):
- Aigion (Aigio, Agiosz Nikolaosz, Szotir, Foniszkaria)
- Kacisz
- Dafnesz, Agiosz Iliasz
- Digeliotika
- Kouloura, Ahaia
- Koumari
- Kounina (Kounina, Agia Anna, Pelekisztra, Petrovouni)
- Mavriki (Ano Mavriki, Agios Ioannisz, Kato Mavriki)
- Melisszia (Melisszia, Lakka, Pürgaki)
- Paraskevi
- Pteri (Pteri, Achladea, Agiosz Andréasz, Agiosz Panteleimonasz, Boufouszkia, Kato Pteri)
- Szelinounta
- Temeni
- Valimitika

## Történelmi népesség
| Év   | Önkormányzati kerület | Község |
| ---- | --------------------- | ------ |
| 1981 | 20 955                | -      |
| 1991 | 22 178                | 28 903 |
| 2001 | 21 255                | 27 741 |
| 2011 | 20 664                | 26 523 |

## Polgármesterek
- Anasztasziosz Lontosz
- Dimitriosz Meletopulosz
- Dimitriosz Oreinosz
- Georgiosz Meletopoulosz
- Inokentiosz Romaniolisz
- Diomidisz Polükroniadisz
- Andréasz Mihalópulosz
- Szotiriosz Messzinezisz
- Athanassziosz Farazoulisz
- Konstantinosz Kanellopoulosz
- Szpürosz Panagiotopoulosz
- Leonidasz Petropoulosz
- Panagosz Lürincisz
- Efthümiosz Gatosz
- Krisztosz Lambourisz
- Georgiosz Kanellopoulosz
- Polükronisz Noukopoulosz
- Polükronisz Polükroniadisz
- Ioannisz Sztavropoulosz (1936-ig)
- Szotirisz Sztavropoulosz (1936–1941, 1951–1952)

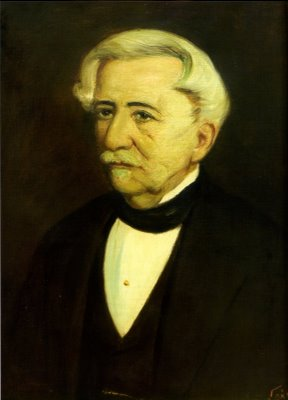
Andréasz Londosz

## Hírességek
- Andréasz Londosz, a görög függetlenségi háború harcosa
- Panagiotisz-Sztavrosz Malliarisz admirális, a haditengerészeti mozgalom tagja 1973-ban
- Dimitriosz Meletopoulosz, a görög függetlenségi háború harcosa
- Hermesz Pan (1909–1990, eredeti családneve Panagiotopoulosz), amerikai táncos és koreográfus, aki Fred Astaire-rel együttműködött musicaljein; Pan apja Aigionból emigrált, de fenntartotta itteni családi kapcsolatait.

## Fordítás
- Ez a szócikk részben vagy egészben  az   Aigio című angol Wikipédia-szócikk ezen változatának fordításán alapul.  Az eredeti cikk szerkesztőit annak laptörténete sorolja fel. Ez a jelzés csupán a megfogalmazás eredetét és a szerzői jogokat jelzi, nem szolgál a cikkben szereplő információk forrásmegjelöléseként.